# 古川俊治
古川 俊治（ふるかわ としはる、1963年1月14日 - ）は、日本の政治家、医師、弁護士。TMI総合法律事務所カウンセルで、自由民主党所属の参議院議員（4期）、参議院政治改革に関する特別委員長、自由民主党参議院政策審議会長、同党総務副会長、同党科学技術・イノベーション戦略調査会事務局長。
慶應義塾大学医学部学内ベンチャーの株式会社GBS研究所代表取締役、慶應義塾大学法科大学院教授（医事法）及び同大学医学部教授（外科学）を務めている。

## 来歴・人物
埼玉県岩槻市（現：さいたま市岩槻区）出身。開成中学校・高等学校を経て、慶應義塾大学医学部医学科、慶應義塾大学文学部人間関係学科通信教育課程、慶應義塾大学法学部法律学科通信教育課程を卒業。丸山記念総合病院医師一族の出身で、2007年の第21回参議院議員通常選挙に自民党公認を得て埼玉県選挙区で初当選した。2009年自由民主党総裁選挙では西村康稔の推薦人となった。TRFメンバーで安室奈美恵の元夫のダンサーSAMは「いとこ」にあたる。
2001年、遺伝子技術を用いたがん治療や脳神経損傷の再生治療実用化を目指す大学発ベンチャーである（株）GBS研究所を設立する。慶應義塾大学病院で、内視鏡下手術支援装置を用いる先端医療手術や遠隔手術などを先導し指導している。テレビ番組でコメンテーターも務める。
2013年の第23回参議院議員通常選挙で再選（埼玉県選挙区史上初の100万票超え）。
2015年10月23日、自民党厚生労働部会長に就任。
2016年8月、自民党法務部会長に就任。
2019年の第25回参議院議員通常選挙で3選。
2021年12月、参議院地方創生及び消費者問題に関する特別委員長に就任。
2024年12月26日、翌年7月の第27回参議院議員通常選挙の埼玉県選挙区公認候補として擁立することが自民党から発表された。
2025年の第27回参議院議員通常選挙で4選。同年8月1日、参議院政治改革に関する特別委員長に就任。

## 政策・主張
- 得意政策分野では医療、科学技術、金融政策を掲げている[9]。
- 選択的夫婦別姓導入への賛否について「どちらとも言えない」としている[10]。
- 同性婚について「反対」[10]。
- 憲法9条の改正に賛成し、自衛隊の役割や限界を明記すべきとしている[11]。
- 集団的自衛権の行使に賛成[11]。
- 日本の核武装について、国際情勢によっては検討すべきとしている[11]。
- 閣僚の靖国神社参拝は問題ない[11]。
- 村山談話・河野談話を見直すべきでない[11]。
- TPP交渉参加に賛成[11]。
- 雇用の金銭解決制度に賛成[11]。
- 規制緩和を「徹底すべき」としている[10]。
- 消費税率を10%より高くする賛否について「どちらかと言えば賛成」としている[10]。
- 財政収支の均衡達成を先送りすることについて「どちらかと言えば反対」[10]。
- 国債発行を「どちらかと言えば制御すべきだ」としている[10]。
- 受動喫煙対策を強化する健康増進法改正案に賛成[12]。

## 活動

### 公明党批判
2013年の第23回参議院議員通常選挙で、同じ埼玉県選挙区で争う公明党新人の矢倉克夫に自民党が推薦を出したことに関して、会見で「最初から最後まで不服だ」「（公明党を支持する）創価学会は嫌いだ」と反発した。さらに推薦決定の際、自民党幹事長の石破茂に「『過半数を取りたいのは分かるが、小手先だけで政党の本質を忘れていいのか』と話した」と明らかにし、公明党に対しても「人の党の票を分けてくださいという前に、無党派層に訴え掛けろよ、と言いたい」と非難した。これに対して、石破は記者会見で「自公協力で与党の態勢が成り立っていることをよく認識しないといけない。置かれた立場で最善を尽くすことを心しなければいけない」と苦言を呈した上で、公明党幹事長の井上義久と会談し「ご迷惑をお掛けして申し訳ない。個人として注意する」と陳謝した。

### 非嫡出子の戸籍への記載に関して
2013年12月5日の参議院本会議では婚外子の相続分規定改正案が可決されると同時に、民主党などが提出した婚外子の戸籍への記載を無くす戸籍法改正案の採決が行われた。同法案は自民党と日本維新の会の反対により117対118で否決されたが、古川は反対票を投じず、棄権した。

## 主な所属団体・議員連盟
- 神道政治連盟国会議員懇談会
- 速やかな政策実現を求める有志議員の会
- 国家主権と国益を守るために行動する議員連盟
- 適切な医療を実現する医師国会議員連盟幹事（2011年 - ）
- 家族の絆特命委員会（委員長）

## 経歴
- 1981年　開成高等学校卒業
- 1987年　慶應義塾大学医学部医学科卒業
- 1989年　同大学医学部外科研修医修了
- 1993年　同大学文学部人文社会学科人間関係学系通信教育課程卒業、同大学医学部外科専修医修了
- 1994年　博士（医学）（慶應義塾大学）
- 1996年　慶應義塾大学法学部法律学科通信教育課程卒業、33歳で司法試験合格
- 1997年　司法修習生
- 1999年　弁護士登録（東京弁護士会）、TMI総合法律事務所、慶應義塾大学医学部外科助手（医長補佐）・法学部講師（医事法学）
- 2000年　日本外科学会指導医、日本消化器外科学会指導医
- 2001年　株式会社GBS研究所を設立
- 2004年　慶應義塾大学大学院法務研究科助教授、医学部助教授（外科学）
- 2005年　オックスフォード大学サイード・ビジネス・スクール修士課程修了（Master of Business Administration）
- 2007年　慶應義塾大学法科大学院教授・医学部教授（外科学）、参議院議員

## 不祥事

### 政治資金でワイン爆買い
政治資金を利用し、3年間で計67件、総額532万円分のワインを購入したことが明らかになっている。選挙区内の有権者に贈答品として渡した場合は公職選挙法違反となるが、事務所は「各種の会合に持参あるいは差し入れをしたワイン代」と説明している。

## 選挙歴
| 当落 | 選挙                     | 執行日         | 年齢 | 選挙区       | 政党       | 得票数     | 得票率 | 定数 | 得票順位 /候補者数 | 政党内比例順位 /政党当選者数 |
| ---- | ------------------------ | -------------- | ---- | ------------ | ---------- | ---------- | ------ | ---- | ------------------ | ---------------------------- |
| 当   | 第21回参議院議員通常選挙 | 2007年07月29日 | 44   | 埼玉県選挙区 | 自由民主党 | 68万4270票 | 21.56% | 3    | 2/7                | /                            |
| 当   | 第23回参議院議員通常選挙 | 2013年07月21日 | 50   | 埼玉県選挙区 | 自由民主党 | 100万725票 | 34.05% | 3    | 1/8                | /                            |
| 当   | 第25回参議院議員通常選挙 | 2019年07月21日 | 56   | 埼玉県選挙区 | 自由民主党 | 78万6479票 | 28.25% | 4    | 1/9                | /                            |
| 当   | 第27回参議院議員通常選挙 | 2025年07月20日 | 62   | 埼玉県選挙区 | 自由民主党 | 57万3114票 | 16.78% | 4    | 1/15               | /                            |